# Fernando Luiz Roza
Fernando Luiz Roza (sinh ngày 4 tháng 5 năm 1985), thường được biết đến với tên gọi Fernandinho (phát âm tiếng Bồ Đào Nha: [feʁnɐ̃ˈdʒĩj̃u]; nghĩa là 'Fernando nhỏ'), là một cầu thủ bóng đá chuyên nghiệp người Brazil hiện đang thi đấu ở vị trí tiền vệ phòng ngự cho câu lạc bộ Campeonato Brasileiro Série B Athletico Paranaense. Nổi tiếng nhờ lối chơi giàu thể lực, khả năng sút xa uy lực và khả năng bao quát mặt trận tốt, anh được đánh giá là một trong những tiền vệ xuất sắc nhất thế giới trong thế hệ của mình, và là một trong những cầu thủ Brazil thành công nhất tại giải Premier League.
Anh bắt đầu sự nghiệp tại đội bóng Brazil Athletico Paranaense trước khi chuyển sang Shakhtar Donetsk năm 2005.

## Sự nghiệp

### Atlético Paranaense
Fernandinho bắt đầu sự nghiệp của mình tại Atlético Paranaense cùng với đồng đội tương lai tại Shakhtar Jádson. He góp mặt trong 72 trận đấu của đội bóng, ghi 14 bàn, trước khi chuyển sang thi đấu tại Ukraina cho Shakhtar Donetsk với mức giá khoảng 7 triệu £.

### Manchester City
Ngày 6 tháng 6 năm 2013, Fernandinho trở thành chữ ký đầu tiên của Manchester City trong mùa hè, với mức phí 30 triệu £. Anh ký hợp đồng 4 năm và được biết đã bỏ qua 4 triệu £ của Shakhtar để hoàn thành cuộc chuyển nhượng. Trong quãng thời gian tại Shakhtar Donetsk, anh mang áo số 7, nhưng vì số áo này tại Manchester City lúc đó đang thuộc về James Milner, Fernandinho phải chọn số áo khác. Trong cuộc phỏng vấn tại Manchester City, Fernandinho đã nhớ lại cuộc nói chuyện với con trai rằng anh sẽ mang số áo 25, và vì vậy Fernandinho sau đó chọn số áo 25 trong màu áo mới.

## Thống kê sự nghiệp

### CLB
Tính đến 9 tháng 4 năm 2019
| Câu lạc bộ          | Mùa giải            | Giải đấu | Giải đấu | Cúp quốc gia | Cúp quốc gia | Cúp liên đoàn | Cúp liên đoàn | Châu Âu | Châu Âu | Siêu cúp | Siêu cúp | Tổng cộng | Tổng cộng |
| Câu lạc bộ          | Mùa giải            | Trận     | Bàn      | Trận         | Bàn          | Trận          | Bàn           | Trận    | Bàn     | Trận     | Bàn      | Trận      | Bàn       |
| ------------------- | ------------------- | -------- | -------- | ------------ | ------------ | ------------- | ------------- | ------- | ------- | -------- | -------- | --------- | --------- |
| Shakhtar            | 2005–06             | 23       | 1        | 2            | 1            | —             | —             | 9       | 1       | —        | —        | 34        | 3         |
| Shakhtar            | 2006–07             | 25       | 1        | 3            | 0            | —             | —             | 11      | 3       | 1        | 0        | 40        | 4         |
| Shakhtar            | 2007–08             | 29       | 11       | 3            | 1            | —             | —             | 8       | 0       | 1        | 0        | 41        | 12        |
| Shakhtar            | 2008–09             | 21       | 5        | 3            | 0            | —             | —             | 17      | 6       | 1        | 0        | 42        | 11        |
| Shakhtar            | 2009–10             | 24       | 4        | 2            | 2            | —             | —             | 12      | 2       | 1        | 0        | 39        | 8         |
| Shakhtar            | 2010–11             | 15       | 3        | 2            | 0            | —             | —             | 2       | 0       | 1        | 0        | 20        | 3         |
| Shakhtar            | 2011–12             | 24       | 4        | 3            | 1            | —             | —             | 4       | 0       | 1        | 1        | 32        | 6         |
| Shakhtar            | 2012–13             | 23       | 2        | 4            | 3            | —             | —             | 8       | 1       | 1        | 0        | 36        | 6         |
| Tổng cộng           | Tổng cộng           | 184      | 31       | 22           | 8            | —             | —             | 71      | 13      | 7        | 1        | 284       | 53        |
| Manchester City     | 2013–14             | 33       | 5        | 2            | 0            | 3             | 0             | 8       | 0       | —        | —        | 46        | 5         |
| Manchester City     | 2014–15             | 33       | 3        | 1            | 0            | 2             | 0             | 7       | 0       | 0        | 0        | 43        | 3         |
| Manchester City     | 2015–16             | 33       | 2        | 1            | 0            | 4             | 2             | 12      | 2       | —        | —        | 50        | 6         |
| Manchester City     | 2016-17             | 32       | 2        | 3            | 0            | 0             | 0             | 9       | 1       | —        | —        | 44        | 3         |
| Manchester City     | 2017–18             | 34       | 5        | 3            | 0            | 3             | 0             | 8       | 0       | —        | —        | 48        | 5         |
| Manchester City     | 2018–19             | 27       | 1        | 3            | 0            | 1             | 0             | 7       | 0       | 1        | 0        | 39        | 1         |
| Tổng cộng           | Tổng cộng           | 192      | 18       | 13           | 0            | 13            | 2             | 51      | 3       | 1        | 0        | 270       | 23        |
| Tổng cộng sự nghiệp | Tổng cộng sự nghiệp | 376      | 49       | 35           | 8            | 13            | 2             | 122     | 16      | 8        | 1        | 554       | 76        |

### Quốc tế
Tính đến 18 tháng 6 năm 2019
| Brasil    | Brasil | Brasil | Brasil |
| Năm       | Trận   | Bàn    |        |
| --------- | ------ | ------ | ------ |
| 2011      | 4      | 0      |        |
| 2012      | 1      | 0      |        |
| 2013      | 0      | 0      |        |
| 2014      | 9      | 2      |        |
| 2015      | 13     | 0      |        |
| 2016      | 6      | 0      |        |
| 2017      | 8      | 0      |        |
| 2018      | 8      | 0      |        |
| 2019      | 4      | 0      |        |
| Tổng cộng | 53     | 2      |        |

#### Bàn thắng quốc tế
| #  | Ngày                | Địa điểm                                      | Đối thủ  | Bàn thắng | Kết quả | Giải đấu       |
| -- | ------------------- | --------------------------------------------- | -------- | --------- | ------- | -------------- |
| 1. | 5 tháng 3 năm 2014  | Soccer City, Johannesburg, Nam Phi            | Nam Phi  | 4–0       | 5–0     | Giao hữu       |
| 2. | 23 tháng 6 năm 2014 | Sân vận động Mané Garrincha, Brasília, Brasil | Cameroon | 4–1       | 4–1     | World Cup 2014 |

## Danh hiệu

### Câu lạc bộ

#### Shakhtar Donetsk
- Ukrainian Premier League (6): 2005–06, 2007–08, 2009–10, 2010–11, 2011–12, 2012–13
- Cúp bóng đá Ukraina (4): 2007–08, 2010–11, 2011–12, 2012–13
- Siêu cúp bóng đá Ukraina (3): 2008, 2010, 2012
- UEFA Cup (1): 2008–09

#### Manchester City
- Premier League (5): 2013–14, 2017–18, 2018–19, 2020–21, 2021–22
- FA Cup (1): 2018–19
- EFL Cup (6): 2013–14, 2015–16, 2017–18, 2018–19, 2019–20, 2020–21
- FA Community Shield (2): 2018, 2019

### Quốc tế

#### U-20 Brasil
- FIFA U-20 World Cup: 2003

#### Brasil
- Copa América: 2019

### Cá nhân
- Cầu thủ xuất sắc nhât mùa của Shakhtar Donetsk (1): 2007–08
- Quả bóng vàng Giải Ukraina (1): 2007–08[14]